# أنطونيو مارين مونيوث
أنطونيو مارين مونيوث (بالإسبانية: Antonio Marín Muñoz)‏ هو شاعر قانوني ‏ ومؤرخ وكاتب وصحفي إسباني، ولد في 1970 في لوبيرا في إسبانيا.

## وصلات خارجية
- الموقع الرسمي